# Somatidia ruficornis
Somatidia ruficornis är en skalbaggsart som beskrevs av Thomas Broun 1914. Somatidia ruficornis ingår i släktet Somatidia och familjen långhorningar. Inga underarter finns listade i Catalogue of Life.